# Даде, Хан
Хан Даде (нидерл. Han Dade; 9 февраля 1878, Ньивер-Амстел — 15 декабря 1940, Кастрикюм) — нидерландский спортивный деятель, один из основателей футбольного клуба «Аякс». С 1910 по 1912 года — президент клуба «Аякс».

## Биография
Хенрих Даниэл Даде родился 9 февраля 1878 года в местечке Ньивер-Амстел. Он был единственным сыном в семье Хартвига Николаса Даде и Гертье Ортхманн, у него также была младшая сестра Гертье, которая была младше на один год. Отец работал плотником, делал корабли. Семья Дада проживала в Амстердаме по адресу Саксенбюргерстрат 28. Хан, именно так называли его друзья, получил образование в средней школе, на улице Ветерингсанс в Амстердаме.
В 1893 году, когда Хан ещё учился, он вместе с однокурсниками, среди которых был Флорис Стемпел, Карел Ресер и другие, основали футбольный клуб под названием «Союз». Первые игры клуба проходили на окраине Амстердама в районе Ньивер-Амстел. У команды был даже настоящий кожаный мяч, владельцем которого был Хан Даде. Спустя год, 1884 году по инициативе Стемпела команда изменила своё название на «Footh-Ball Club Ajax» (дословно рус. Нога-Мяч Клуб Аякс), содержавшее явную орфографическую ошибку. Изменилось также и место проведения матчей, отныне команда играла на лужайке Виллемспарка, что в Южном Амстердаме. За шесть месяцев пользования поля они заплатили 15 гюлденов.

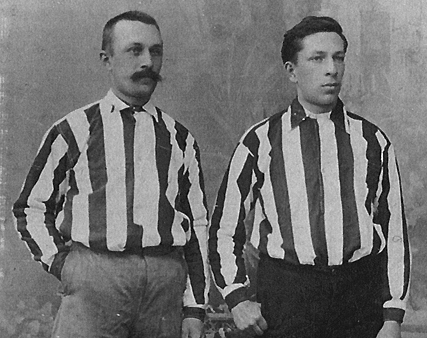
Хан и его младший брат Йохан.

В 90-е годы в Амстердаме и на его окраинах, стало появляться слишком много футбольных команд, которые занимали значительную долю свободных земельных участков, поэтому власти города решили ввести более жёсткие требования к клубам, к тому же, на том месте где играл «Аякс» планировалось построить дома. После этого многие игроки разбежались по другим командам, и поэтому в 1896 году «Аякс» прекратил своё существование.
Однако Флорис Стемпел не оставил идею создания команды, 14 марта 1900 года он выслал своим друзьям письмо, которое содержало приглашение на встречу в кафе «Ост-Индия» на улице Калверстрат 2. В воскресное утро 18 марта состоялось историческое заседание друзей Стемпела, на котором было решено, что старое название, «Футбольный Клуб «Аякс»», подойдёт их новому клубу.
Флорис Стемпел стал первым президентом «Аякса», а Хан Даде был назначен вице-председателем совета. Новый «Аякс» не стал выступать на своём старом поле в Виллемспарке, а переехал на север Амстердама в район Бюйкслотерхам. Новому клубу пришлось заплатить регистрационный сбор в размере 50 центов, притом что клуб платил игрокам от 20 центов в год. «Аякс» был заявлен во второй дивизион; свой первый матч клуб провёл 29 сентября 1900 года против команды ДОСБ, который завершился гостевой победой «Аякса» со счётом 1:2. В 1902 году команда была принята в Футбольный союз Нидерландов.
С 1901 по 1903 и с 1914 по 1924 год Хан Даде был вице-президентом и входил в Совет клуба, а с 1903 по 1906 год выполнял функции казначея клуба. Он также работал секретарём в Амстердамском Футбольном Союзе. В 1910 году Хан Даде стал президентом клуба, сменив Криса Холста. Во время его президентства «Аякс» в сезоне 1910/11 смог пробиться в первый футбольный класс Нидерландов, но после плохих результатов команды в сезоне 1911/12 он ушёл с поста президента и его место вновь занял Крис Холст. Уже тогда Даде вместе с семьёй проживал в городе Энкхёйзер. В ноябре 1913 года вместе с г-ном Дюбойсом он основал в Энкхёйзере футбольный клуб «Вест Фризия».
Помимо этого Даде работал государственным служащим в ПТТ, был директором местного почтового отделения, а также был фанатичным филателистом. 18 февраля 1928 года он вместе с г-ном Фрёлихом и Верлегом стали инициаторами создания ассоциации филателистов в городе Энкхёйзер. Члены-учредители ассоциации разослали всем известным коллекционерам марок приглашение на первое заседание, которое состоялось уже 1 марта. Ассоциация получила название «Коллекционер» и была зарегистрирована в Энкхёйзере, а Хан Даде был избран президентом ассоциации. Даде был одним из известных и уважаемых жителей города Энкхёйзер. Так, 2 апреля 1937 года, Даде, в качестве приглашённого гостя, присутствовал на торжественном открытии нового моста «Купортбрюг» в деревне Вестейнде.

## Звания
- Почётный президент футбольного клуба «Аякс» (1911—1943).
- Почётный член Амстердамского Футбольного Союза.

## Личная жизнь
Хан Даде был женат дважды. Его первой супругой стала Гертрёйда Виллемина Робард, уроженка деревни Бафло из провинции Гронинген, родившаяся 30 ноября 1871 года. Их бракосочетание состоялось 20 апреля 1905 года. У пары в 1910 году родился сын Харри.
После смерти первой жены в 1932 году Даде женился на Хенни ван Лит, но в этом браке детей у него не было. Хан Даде умер 15 декабря 1940 года в городе Кастрикюм, в возрасте 62 лет. Его похороны состоялись в четверг 19 декабря на амстердамском кладбище Зоргвлид. Два года спустя, 5 февраля 1942 года в возрасте 35 лет умерла его последняя жена Хенни.
Сестра Даде, Гертье, в ноябре 1909 года вышла замуж за писателя Тео Тейссена, который впоследствии стал довольно известным, для него это уже был второй брак. На их бракосочетании присутствовал Хан Даде и Флорис Стемпел. Гертье родила Тейссену троих детей: сыновей Хенка и Йопа и дочь Гертье.
Сын Даде от первого брака пошёл по стопам отца и уже в 1931 году Харри Даде стал членом «Аякса». Он играл в футбол, но выступал лишь за 9-ю команду «Аякса», а также увлекался бейсболом и крикетом; в детстве Харри входил в отряд бойскаутов, основанном в Энкхёйзере. Известно, что Даде играл за футбольный клуб «Вест Фризия». В 2001 году, в возрасте 91 года, Харри в честь юбилея получил от руководства «Аякса» золотые часы.

## Прочее
- В архиве сайта oudenkhuizen.nl хранится множество фотографий авторства самого Хана Даде.

### Комментарии
1. ↑  На сайте luckens.nl Архивная копия от 14 января 2019 на Wayback Machine в биографии была допущена ошибка: вместо его матери была указана бабушка.
2. ↑  Данная фотография известна в истории клуба «Аякс» под названием «Хан и Йохан Даде», где Йохан часто указывается как его младший брат, однако степень родства двух этих  персоналий вызывает сомнение, так как в семье Даде было только двое детей: сын и дочь, а о других браках Хартвига Николаса Даде генеалогии неизвестно.
3. ↑  Гертрёйда Виллемина Робард умерла 17 июня 1931 года в Энкхёйзере.
4. ↑  Харри Даде умер 22 мая 2004 года.